# I-D
i-D est un magazine de mode, musique, art et jeunesse britannique créé par Terry Jones (en), ancien directeur artistique du magazine Vogue, en 1980. La première édition paraît sous la forme d'un magazine agrafé à la main et tapé à la machine à écrire. Publié à l'issue de la vague punk, le magazine devient une référence en mode de rue, un « découvreur de talents » comme pour les Six d'Anvers qui obtiennent à leurs débuts une couverture presse en Angleterre par le magazine, jusqu'à devenir à l'époque « la bible du style ». De célèbres photographes y travaillent alors, comme : Juergen Teller, Terry Richardson, Ellen von Unwerth, Chris Dowling, Wolfgang Tillmans, Nick Knight et Kayt Jones, mais également la consultante Amanda Harlech en freelance.
Lorsque tourné d'un quart de tour dans le sens des aiguilles d'une montre, le logo typographique « i-D » révèle un smiley faisant un clin d'œil. La plupart des mannequins en couverture du magazine sont photographiés faisant également un clin d'œil.
La version française du site est lancée en septembre 2015.